# 안도 쇼에키

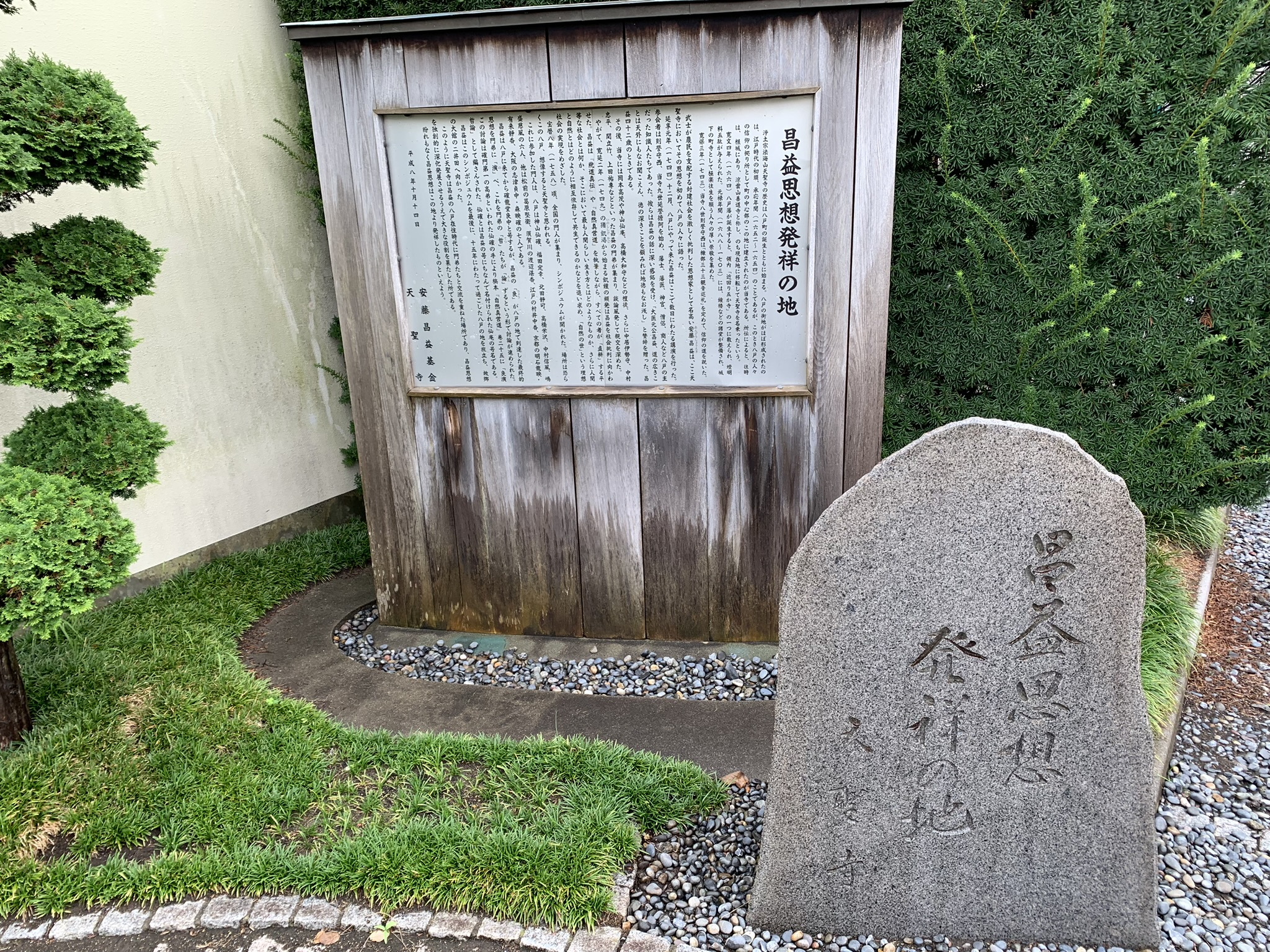

안도 쇼에키(安藤昌益, あんどう しょうえき, 1703~1762)는 에도 시대 중기의 의사, 사상가, 철학자이다. 아키타 번 출신. 호는 확룡당양중(確龍堂良中)이다. 사상적으로는 무신론과 아나키즘의 요소를 포함했으며 농업 중심의 계급없는 사회를 이상으로 삼았다. 근대에는 사회주의, 공산주의와도 연결되는 사상의 소유자로 평가되었다.

## 생애
데와국 (아키타현 오다테시)의 부농에서 태어났고 생을 마감했다. 소년기와 청년기에 관해서는 잘 알려져 있지 않지만 자신이 과거에 선종(禪宗)의 노승으로부터 대오(大悟)를 인정받았다고 말한 적이 있어, 이를 받아들인다면 청년 쇼에키는 깨달음의 경지를 체험한 선승(禪僧)이었을 것이다. 묘심사(妙心寺)에서 선종을 공부했고 기타노 덴만구에서 공부한 기록도 있다. 그러나 이후 승려의 신분을 버리고 아지오카 산파쿠(味岡三伯, 後世方別派)에게 배워 의사의 길을 걷게 된다. 그는 당시 의학의 중심지였던 교토에서 의학을 배우는 한편 여러 분야의 학문을 연마해 백과사전적 지식인으로 변모했다.
1744년부터는 지금의 아오모리(靑森) 현 하치노헤(八戶) 시에 살면서 지방의 문화 서클에서 사상 강연을 하는가 하면 관청으로부터 어려운 치료를 의뢰받을 정도로 유능한 의사로서의 명성도 얻었다. 1745년에는 영주를 대상으로 하는 정치서 『暦大意』를 썼다. 일개 동네 의사이면서도 인자하지 못한 영주를 극도로 비난했다. 1757년에는 천성사(天聖寺)에서 강연과 토론회를 열었다. 이후 고향인 오다테로 돌아가 제자를 키웠다. 제자인 神山仙庵는 하치노헤 번주의 의사가 되었다.
쇼에키가 하치노헤에 정착한지 얼마 지나지 않아 농산물의 지나친 상품작물화로 생태계가 파괴되고 이로 인해 이 지방에 크게 흉년이 들었다. 기갈로 인해 환자와 아사자가 속출하는 등 비극적인 사태에 직면한 그는 단순히 병을 치료하는 데 그치지 않고 병이 발생한 원인에 눈을 돌렸다. 곧 자연 파괴는 눈앞의 경제적 이익만을 추구하는 사회·경제적 시스템 때문이라고 생각한다. 이때부터 비판적 지성인으로 행동하게 되었다. 그는 일본 근세 철학사에서 보기 드문 독창적이고 진보적인 사상을 남기고 농민 운동가로서 농민들로부터 ‘수농대신(守農大神)’이라 숭앙을 받으며 1762년에 세상을 떠났다.

## 자연진영도
안도 쇼에키는 변증법 사상과 반봉건적 사회관 때문에 잊힌 사상가되었다. 교토대학의 가노 고키치 박사가 헌책방에서 ≪자연진영도≫라는 방대한 분량의 원고를 발견하게 되면서 안도 쇼에키와 그의 사상은 약 100년 만에 부활하게 된다. 가노 교수는 ≪자연진영도≫의 독창적이며 비판적인 사상에 “쇼에키는 일본이 낳은 최대의 사상가로 세계 사상사에 빛날 인물”이라고 감탄했다.
쇼에키는 자신의 시대를 법세로 간주하고 법세 이전에 자연세가 있다고 생각했다. 그리고 법세를 자연세로 되돌리는 구체적인 방법을 제안했다.
신분과 계급을 부정하고 모두가 노동해야 한다는 철저한 평등사상을 제창했으며 자연진영도(『自然真営道』「自然ノ世論」)에 그 이상사회를 묘사했다. 쇼에키의 노동은 모두가 땀흘리며 괭이로 지면을 경작한다는 실천적인 것이다. 그의 사상체계는 봉건사회의 혼란과 모순을 직접 목격한 끝에 나온, 시대에 대한 깊은 관심으로 구축된 것으로 위정자를 놀고먹는 자들로 지목한다.
당시 오우(奥羽) 지방에서는 1749년 1755년 1757년에 기근이 들었다. 또한 관동지방 일대에 영아 살해가 널리 벌어진 것도 이 시기였다. 쇼에키는 이 현실을 목도했다.
자연진영도의 내용은 공산주의나 농본주의, 환경 운동에까지 이어지며 무정부주의와도 맥이 닿는다. 또 쇼에키는 에도 막부가 봉건제를 유지하고 민중을 착취하기 위해 유교를 이용했다 주장하고 공자와 유교, 특히 주자학을 철저하게 비판했다. 그는 도쿠가와막부의 봉건제도에 대해 비판하며 무사 계급을 폐지하고 중앙정부가 직접 관리하는 농업 평등 사회로 돌아가자고 주장했다. 제자인 神山를 시작으로 쇼에키학파가 형성되어 실천적 경향을 보이기도 했다. . 그는 19세기에 일어난 왕정복고 운동의 선구자이며, 동서양 학문에 박학다식하고 유럽 사상을 연구한 최초의 일본인 가운데 한 사람이기도 했다. 그의 중심 사상으로는 기일원론(氣一元論), 사회변혁론(社會變革論), 존왕론(尊王論) 등을 들 수 있다.
쇼에키는 인류의 역사가 태고의 자연세로부터 성인이 출현한 이래의 법세를 거쳐 이상사회인 자연세로 되돌아간다고 봤다. ‘자연세-법세-자연세’라는 쇼에키의 역사관은 근대적인 진보 사관이나 변증법적인 발전 사관이 아니라 동양 고대의 순환 사관으로 볼 수 있다. 그러나 그는 단순히 도원향(桃園鄕)으로서의 이상사회를 꿈꾸기만 한 유토피언은 아니었다. 최고 강령으로서의 ‘자연세’에 도달하기 위한 과도적 사회를 모색하고 있는데, 이런 과도적 사회는 ‘읍정(邑政)’ 자치를 기초로 하는, ‘직경자’가 결정권을 가진 사회다. ‘법세’의 계급과 신분 등을 형식적으로 유지하면서도 모든 인간이 직경하게 함으로써 실질적으로 ‘이별(二別)’의 문제를 해소해 가게 되는 것이다. 쇼에키에 따르면 과도적 사회에 ‘직경’과 ‘호성’을 체현한 참으로 바른 사람, 곧 ‘정인(正人)’이 나타날 때 ‘자연세’로 이행한다.
그중 ＜법세 이야기＞는 동물이 집회를 가지고 인간의 ‘법세’를 비판한다는 줄거리다. 이것은 이솝보다는 오히려 스위프트(swift)에 가까운 픽션으로 ≪자연진영도≫ 가운데서 극히 특이한 양식을 이루고 있다. 새·짐승·벌레·물고기, 즉 네 종류의 세상은 약육강식의 세계이지만, 동물의 그와 같은 생존 방식은, 이른바 ‘통(通)·횡(橫)·역(逆)’이라는 ‘활진(活眞)’의 운행 논리에 근거하는 한 극히 자연적인 것이다. 한편, 통기의 존재인 인간의 자연은 횡기의 존재인 동물의 자연과 엄격히 구별되어야 한다. 그럼에도 불구하고 ‘자연세’에서 멀리 떨어져 버린 인간의 법 세계가, 동물의 세계와 얼마나 비슷한가를 극명하게 묘사해 내고 있다. 본래 동물과 달라야 할 인간이 동물화하는 것은 다름 아닌 인간이 반자연화하는 것이라는 하나의 역설을 제기한다. 다음으로, 통기의 존재인 인간이 횡기의 삶의 방식을 취하고 있는 ‘법세’를 보여 주면서 자연에 즉해서 살아가는 동물이 자연에 반해서 살아가는 법세의 인간보다도 훨씬 행복하다는 결론을 이끌어 낸다.

## 저서
- 1752 통도진전『統道真伝』
- 1753 자연진영도『自然真営道』
  - 법세 이야기, 지만지

쇼에키의 저서로서는 원고본과 간행본으로 된 ≪자연진영도≫와 ≪통도진전(統道眞傳)≫ 등이 있다. 주일대사를 역임한 캐나다의 허버트 노먼이 Ando Shoeki and the Anatomy of Japanese Feudalism (1950)을 써서 널리 알려졌다.

## 같이 보기
- 철학자 목록
- 사회주의, 공산주의, 아나키즘

## 참고 문헌
- 안도 쇼에키(安藤昌益)의 理想社會論. 박 문 현. (동의대 교수). [깨진 링크(과거 내용 찾기)] hwp